# Jürg Jegge
Jürg Jegge (* 29. Juli 1943 in Zürich) ist ein Schweizer Pädagoge und Autor.

## Wirken
Jegge war Primarlehrer und 20 Jahre lang Sonderschullehrer in Embrach im Zürcher Unterland. Sein Erstlingswerk Dummheit ist lernbar erschien 1976. Es wurde mit mehr als 200'000 verkauften Exemplaren zu einem Bestseller. Es galt lange als ein Standardwerk der Reformpädagogik und stand für eine Pädagogik ohne Zwänge. Es erschien in der deutschen Originalfassung bis 2007 in 28. Auflagen und wurde auch in mehrere Sprachen übersetzt. Jegge war scharfer Kritiker des schweizerischen Schulsystems, dem er vorwarf, alle Kinder über einen Leisten zu schlagen und den Finger zu stark auf deren Schwächen zu legen. So sagte er zum Thema Hochbegabung: «Jedes Kind ist hochbegabt, einfach nicht unbedingt in jenen Dingen, die in der Schule gefragt sind.» Er vertrat die These, dass Ausbildungsprogramme dem Menschen und seinen individuellen Stärken angepasst werden sollen und nicht umgekehrt. Diese Überzeugung verbreitete er auch als Liedermacher, Fernsehmoderator und Radiomitarbeiter, in Vorträgen sowie zahlreichen Zeitschriften- und Zeitungsbeiträgen.
1985 gründete Jegge die Stiftung Märtplatz in Freienstein, eine berufliche Eingliederungsstätte für junge Menschen mit «Startschwierigkeiten». Nach 26 Jahren als Märtplatz-Leiter ging Jegge 2011 in Pension und wurde Ehrenpräsident der Stiftung.
Jegge wohnt in Rorbas und Wien.

## Sexueller Missbrauch minderjähriger Schüler
Im April 2017 veröffentlichte Jegges ehemaliger Schüler Markus Zangger zusammen mit dem Journalisten Hugo Stamm das Buch «Jürg Jegges dunkle Seite», in dem er ihm jahrelangen psychischen und sexuellen Missbrauch vorwirft. Rechtlich gesehen waren die über 30 Jahre zurückliegenden Übergriffe verjährt.
Jegge gab gegenüber den Medien die Vorwürfe unumwunden zu, auch wenn er, wie er sagte, zu den Einzelheiten vielfach komplett andere Erinnerungen habe, als Zangger sie in seinem Buch beschreibe. Ebenso bestätigte er, dass noch ein paar andere seiner ehemaligen Schüler betroffen seien. Er habe «sexuelle Befreiung» damals als Therapie gesehen, heute halte er das aber für falsch.
Die Staatsanwaltschaft führte eine Untersuchung mit Hausdurchsuchung und Befragungen durch. In ihrer Medienmitteilung vom 5. Oktober gab sie bekannt: «Nach intensiven Ermittlungen und Befragungen von Personen, die als Jugendliche mit dem Beschuldigten Kontakt hatten, kam die Staatsanwaltschaft zum Schluss, dass gemäss Angaben der befragten Personen keine oder bereits verjährte strafbare Handlungen stattgefunden hatten.» Sie stellte das Verfahren ein, die Kosten wurden Jegge auferlegt.
Nach dem Erscheinen von Markus Zanggers Buch hatte die Bildungsdirektion des Kantons Zürich einen Untersuchungsbericht in Auftrag gegeben, der 2018 veröffentlicht wurde. Der Bericht umfasst den Zeitraum zwischen Mitte der 1960er Jahre bis Mitte der 1980er Jahre, es wurden sämtliche relevanten Akten gesichtet und Gespräche mit den involvierten Personen geführt. Im Bericht steht, es enthalte «… kein einziger Protokollvermerk auch nur eine Andeutung, dass Missbrauchsverdacht bestanden haben könnte.» Aber «… aus zahlreichen Protokollvermerken geht (…) hervor, dass über den Unterrichtsstil von Jegge sehr intensiv und ebenso kontrovers diskutiert wurde, und dies über Jahre.» Den damaligen Behörden sei allenfalls vorzuwerfen, dass sie Jegge zu grosse Freiheiten zugestanden hätten.
Jegges Hauptverlag «Zytglogge» hatte gleich nach Bekanntwerden der Vorwürfe alle seine noch erhältlichen Bücher aus dem Programm genommen. Der Verlag publizierte 2018 ein Buch mit dem Titel «Ist Dummheit lernbar? Re-Lektüren eines pädagogischen Bestsellers», in dem Jegges Buch einer teilweise furiosen Kritik unterzogen wurde. Mitherausgeber Damian Miller schrieb, ‹Dummheit ist lernbar› entspräche den Stilmerkmalen des Volksmärchens, was weitgehend die Attraktivität des Buches erkläre.

## Auszeichnungen (Auswahl)
- 1977: Ehrengabe Kanton Zürich.[18]
- 1999: Robert-Mächler-Preis für kritische Aufklärung und humanitäres Engagement.[6]
- 2011: Doron-Preis für sein gesellschaftliches Engagement.[19]

## Werke
- Dummheit ist lernbar. Erfahrungen mit «Schulversagern». Zytglogge, Gümligen 1976; als Taschenbuch: ISBN 978-3-7296-0058-4.
- Angst macht krumm. Erziehen oder Zahnrädchenschleifen. Zytglogge, Gümligen 1979; als Taschenbuch: ISBN 978-3-7296-0392-9.
- Nachdruck. Reden, Aufsätze usw. Zytglogge, Gümligen 1980, ISBN 3-7296-0118-0.
- Bartli (Kinderbuch, mit Dieter Kuhn). Kaktus, Bern 1981, ISBN 3-906590-01-1.
- 8424 Embrach. Unser Versuch, dort zu leben. Zytglogge, Gümligen 1982, ISBN 3-7296-0148-2.
- Abfall Gold. Über einen möglichen Umgang mit «schwierigen Jugendlichen». Zytglogge, Gümligen 1991, ISBN 3-7296-0414-7.
- Über die berufliche Eingliederung. Von unhandlichen Menschen. Herbstpresse, Wien 1999, ISBN 3-900476-21-7.
- Die Krümmung der Gurke. Menschen – nicht stapelbar. Zytglogge, Oberhofen am Thunersee 2006, ISBN 3-7296-0721-9.[20]
- Fit und fertig. Gegen das Kaputtsparen von Menschen und für eine offene Zukunft. Limmat, Zürich 2009, ISBN 978-3-85791-589-5.[21]

## Dokumentarfilm
- Karin Bauer: Das System Jegge. Missbrauch im Schatten der Reformpädagogik. In: SRF 1 vom 5. Oktober 2017.